# Joseph-Marie Vien
Joseph-Marie Vien (Montpellier, 1716. június 28. – Párizs, 1809. március 27.) francia festő, rajzoló és metsző, a neoklasszicizmus egyik előfutára. ifjabb Joseph-Marie Vien festőművész apja.

## Pályafutása
Apja Germain Vien lakatosmester, anyja Catherine Siminion volt. Korán megmutatkozott rajztehetsége. Kisgyermekként virágokat, állatokat rajzolt, Charles Le Brun, Le serpent d'Airain (A rézkígyó) művéről már tízéves korában metszetet készített. Szülővárosában folytatott rajz- és festészeti tanulmányokat Legrand portréfestőnél. Apja a festészetet nem eléggé jövedelmező foglalkozásnak ítélve, egy ügyvédhez adta be fiát gyakornoknak, de ott nem maradt sokáig, hanem elhagyva szülővárosát, Sète és Frontignan környékének térképezésénél vállalt munkát, majd két évig egy fajanszgyárban helyezkedett el. Ezután a montpelliers-i Giral építészdinasztiához tartozók egyikének (feltételezhetően a Rómából ekkor visszatért Jacques Giral-nak) a tanítványául szegődött, itt több portrét készített.
1740-ben Párizsba ment, Charles-Joseph Natoire műtermében tanult és dolgozott, s Charles Parrocel ajánlásával az antikvitás, a klasszikus művészethez való visszatérés fő hívének Anne Claude de Caylus-nak a pártfogását is elnyerte. 1744. december 21-én Rómába távozott az 1743-as év Római Díj-ának jutalmazottjaként a David se résigne à la volonté du Seigneur qui a frappé son royaume de la peste című festményéért. Itt kötött ismeretséget Joseph Siffred Duplessis, főként portrékat festő művésztársával, akivel később is kapcsolatban maradt. Az itáliai táj és ókori emlékek mély benyomást gyakoroltak rá, és 1850-ben hazatérve szakított a rokokó túlburjánzó modorosságával, s szigorúbb stílusban kezdett festeni, melyet azonban kortársai nem értékeltek kellően. Az 1753-ban, a Párizsi Salonban bemutatott Embarquement de sainte Marthe című festményén a túl egyszerű természetábrázolást kifogásolva Vient akadémiai tagságra elégtelennek ítélték, különösen mestere, Natoire tartotta még erre éretlennek, majd a következő évben szintén elutasították a benyújtott Dédale dans le Labyrinthe attachant les ailes à Icare című festményét. Mindeközben a római Accademia di San Luca professzori széket ajánlott fel számára. Végül ez évben (1754) François Boucher erőteljes tiltakozására, mely szerint ha egy ilyen festmény szerzője nem lép be az Akadémiára, akkor nem akarja többé betenni oda a lábát, a Francia Királyi Festészeti és Szobrászati Akadémia (Académie royale de peinture et de sculpture) tagja lett.
A következő években rengeteg megbízást kapott, s egyre inkább érvényesült az általa képviselt szemlélet, így 1772-ben Jeanne du Barry a louveciennes-i kastély díszítésére megérkezett Jean-Honoré Fragonard-féle képeket Vien festményeire cseréltette, comte d'Angivillier,, a királyi kastélyok igazgatója pedig megbízta több Homérosz utáni jelenet megfestésével, melyeket a Párizsi Salonban is kiállítottak. 1750 és 1775 között festőiskolát is alapított Párizsban, melyet számtalan követője látogatott, de irányzatának kiteljesítője tanítványa, Jacques-Louis David volt, aki Le Serment des Horaces, 1784 (Horatiusok esküje) című festményének átütő sikerével már egy új korízlést tett uralkodóvá. 1775-től 1781-ig a Római Francia Akadémia igazgatója volt. 1775-ben felvették a Szent Mihály Lovagrendbe, és engedélyezték számára a szalag és a kereszt viselését. 1789. május 17-én, nem sokkal e cím eltörlése előtt, a király első festőjévé („Premier peintre du Roi”) nevezték ki, mely címet 1791-ig viselte. 1804. június 14-én elnyerte a Francia Köztársaság Becsületrendje parancsnoki fokozatát.
A francia forradalom kitörése előtt hazájába visszatért, és itt köztiszteletben élt 1809-ben bekövetkezett haláláig. I. Napóleon szenátorrá nevezte ki és grófi rangra emelte. Három klasszicista tanítvány került ki műterméből: Jean-Francois Peyron, François-André Vincent és a klasszicizmus nagy mestere: Jacques-Louis David. Egyike volt a legelsőknek, akik a természethez és az ókori művészethez való visszatérést akarták az elfajult rokokó művészet helyébe tenni, de ezt a törekvését csak tanítványa, David valósította meg teljes mértékben. Művei, pl. Hektor és Andromaché búcsúja, Hegedülés közben elaludt aggastyán, Szt. Germain és Vince, A vadászat (valamennyi a párizsi Louvre-ban), Szent Dénes prédikál Galliában átmenetet képeznek a rokokótól a klasszicizmus felé.

## Családja
1757. május 10-én Párizsban feleségül vette Marie-Thérèse Reboul-t, egyik tanítványát, akit 1757. július 30-án, nem sokkal házasságkötése után vettek fel a Francia Akadémia tagjai közé miniatűr-festőként. Három gyermeke született, két leány, és egy fiú, utóbbi ifjabb Joseph-Marie Vien néven szintén követte apja mesterségét, neves festőművész lett.
Párizsban, a quai Malaquais 3. szám alatt hunyt el. Egyedüli festőként a párizsi Pantheonban nyugszik. Montpelliers-ben 1851. október 21-től utca viseli a nevét.

## Galéria

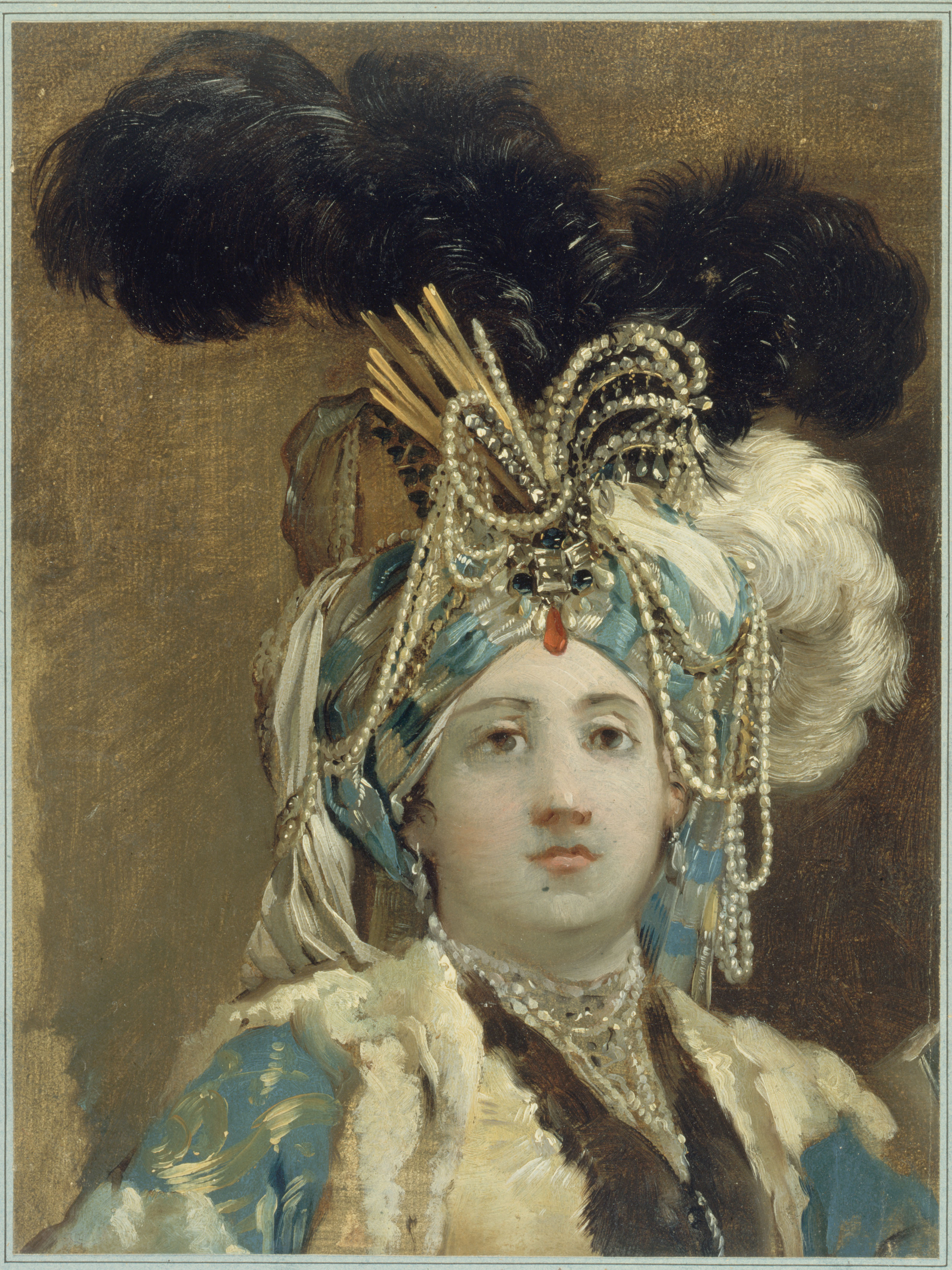
La Sultane reine, (A Sultána királynő) Petit Palais (Párizs), 1748
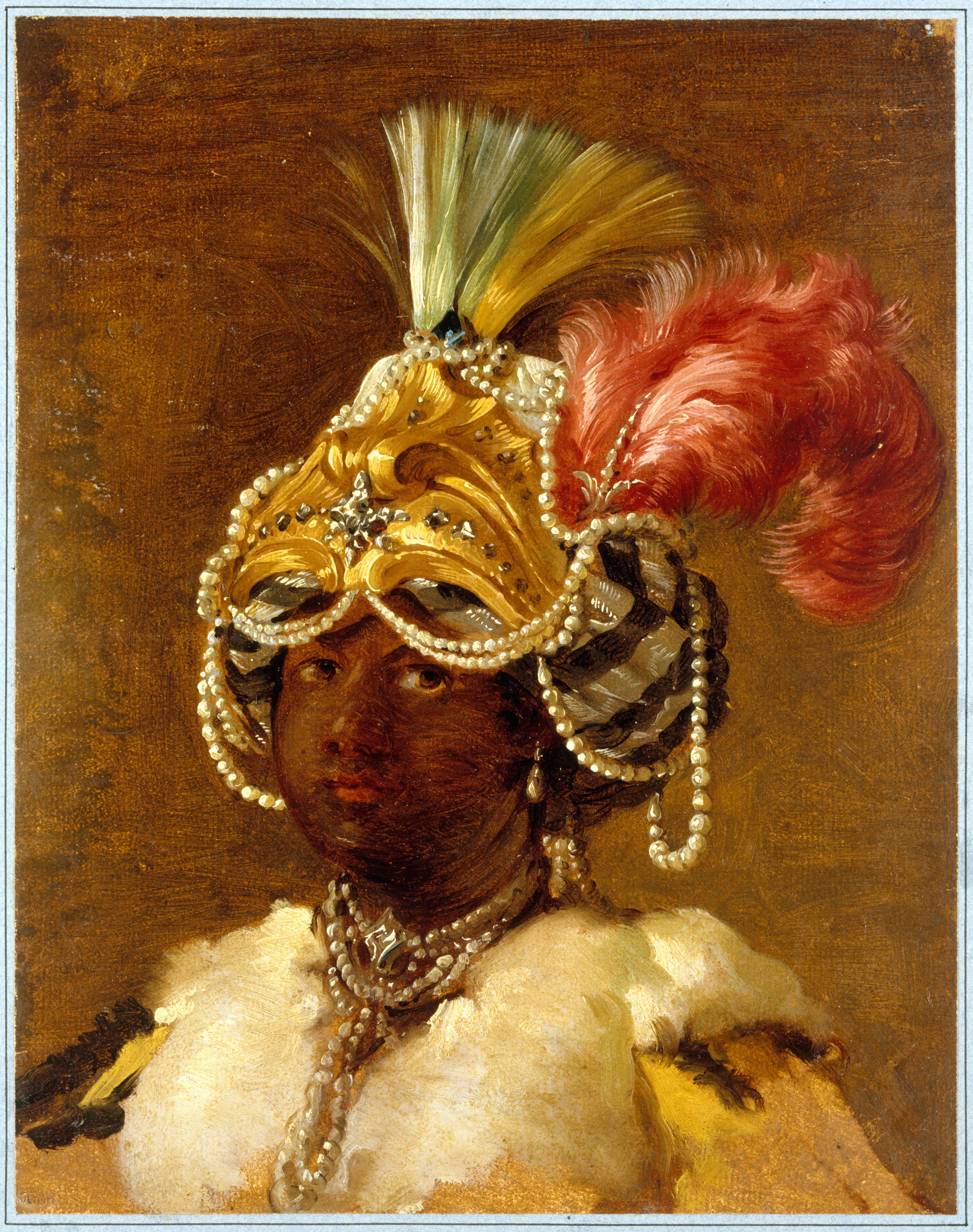
Le Sultan noir (Der Sultan), (Fekete szultán) Petit Palais (Párizs), 1748
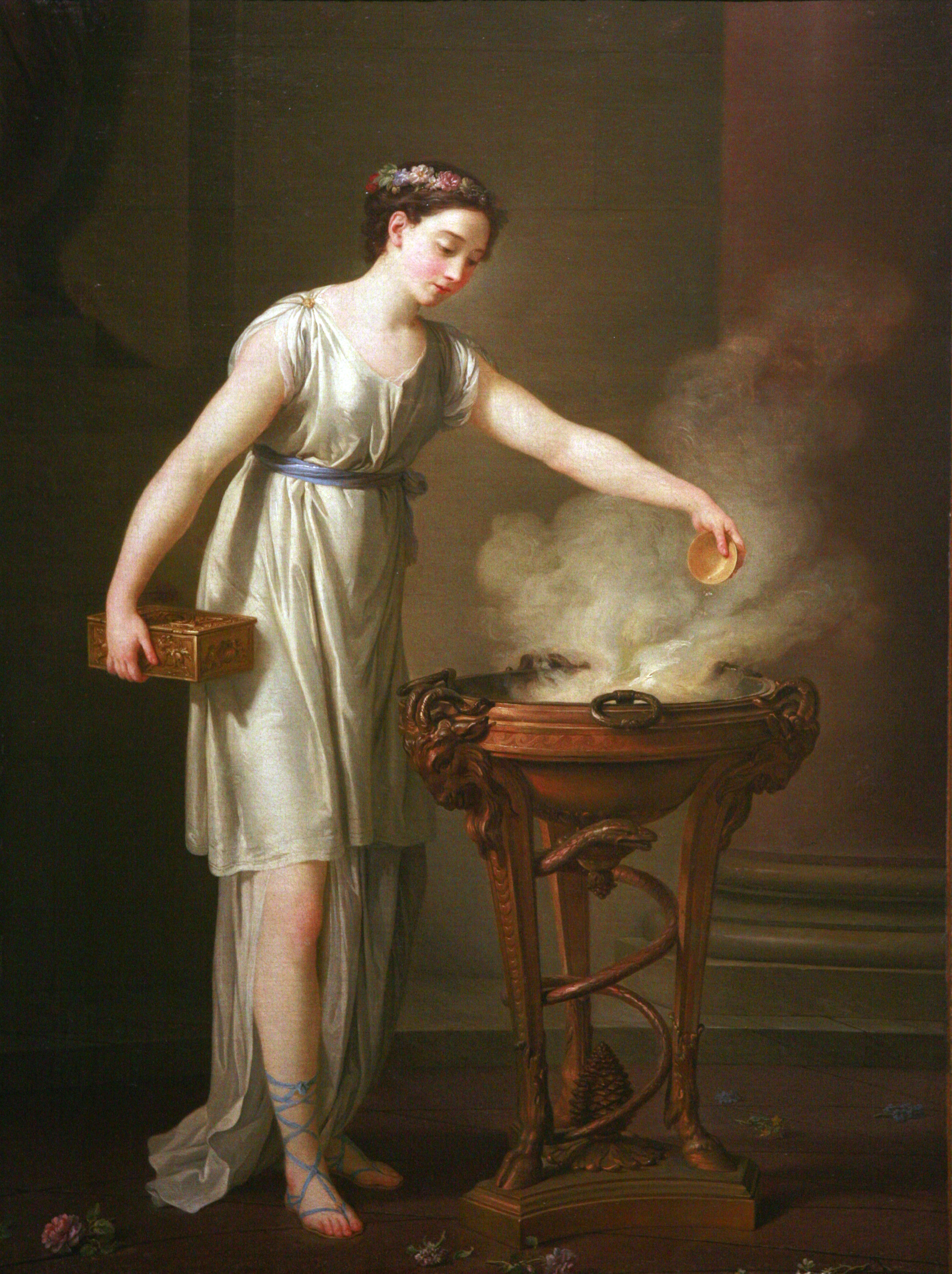
L’Athénienne vertueuse, (Az erényes athéni) Musée des Beaux-Arts de Strasbourg, 1762
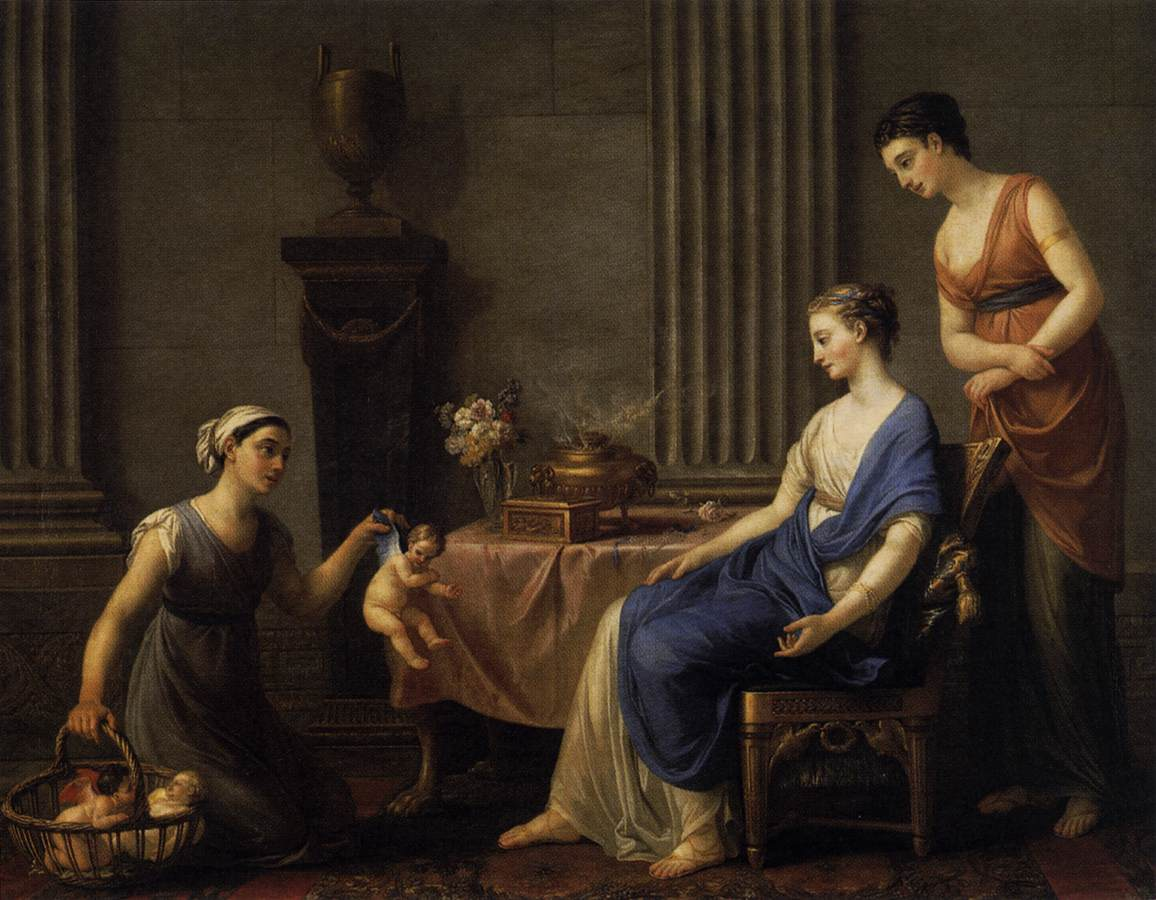
La Marchande d’Amours, (Eladó Kupidók)[26] Fontainebleau-i kastély, 1763
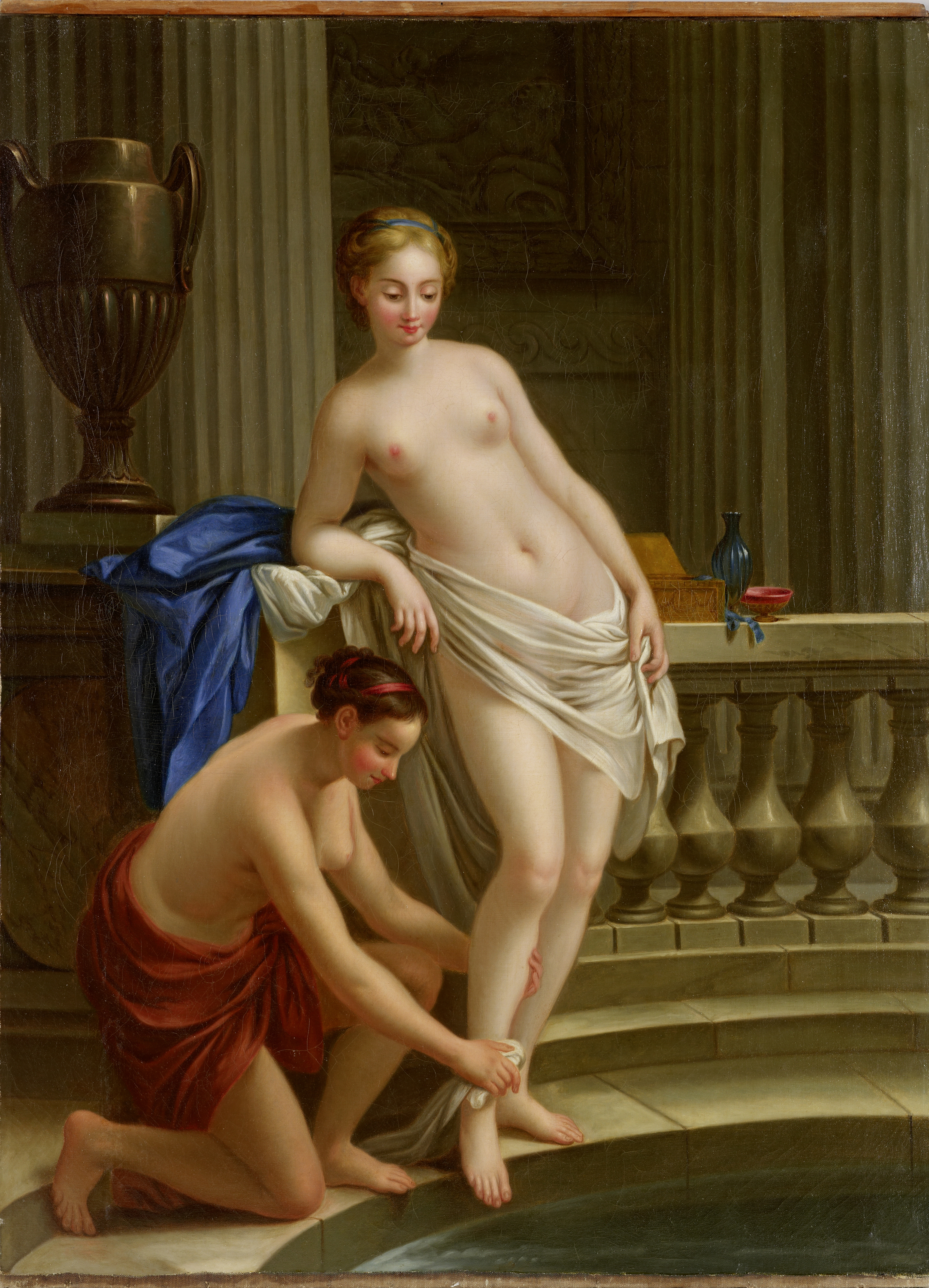
Callisto, nymphe de Diane sortant du bain, (Kallisztó, Diana nimfája, amint kilép a fürdőből) Musée de Cahors Henri-Martin, 1763

## Fordítás
Ez a szócikk részben vagy egészben  a   Joseph-Marie Vien című francia Wikipédia-szócikk ezen változatának fordításán alapul.  Az eredeti cikk szerkesztőit annak laptörténete sorolja fel. Ez a jelzés csupán a megfogalmazás eredetét és a szerzői jogokat jelzi, nem szolgál a cikkben szereplő információk forrásmegjelöléseként.